# Neurone dopaminergique
Un neurone dopaminergique est un neurone qui produit de la dopamine.

## Rôle
Les neurones dopaminergiques produisent de la dopamine. La dopamine est un neurotransmetteur, notamment impliqué dans la régulation des mouvements.

## Liens avec la maladie de Parkinson
On observe une destruction des neurones dopaminergiques chez les patients atteints de la maladie de Parkinson.
La maladie de Parkinson se caractérise principalement par la mort d’un certain type de neurones, les neurones qui sécrètent de la dopamine, dits « dopaminergiques » et qui sont situés préférentiellement dans une très petite région du cerveau, la substance noire ou « locus niger ».

## Stimulation
La stimulation cérébrale profonde consiste à introduire du courant électrique alternatif dans le cerveau. C'est l'un des principaux traitements de  la maladie de Parkinson. Son mécanisme est mal connu.
La stimulation par la lumière consiste à introduire une fibre optique à proximité de neurones dopaminergiques. L'idée est prometteuse car elle laisse espérer que les cellules neuronales mourront moins vite, et que l'on pourrait de ce fait ralentir le développement de la maladie de Parkinson,.